# Гарібальд
Гарібальд, король лангобардів (671). Син короля Грімоальда та його дружини Феодоти. Був зовсім юним, коли спадкував престол. Через три місяці був зміщений Перктарітом.